# Rowley (Massachusetts)
Rowley ist eine Kleinstadt im Essex County des Bundesstaats Massachusetts in den Vereinigten Staaten. Das U.S. Census Bureau hat bei der Volkszählung 2020 eine Einwohnerzahl von 6161 ermittelt. 

## Geografie
Rowley befindet sich 7 Meilen (11 km) südlich von Newburyport, 16 Meilen (26 km) nördlich von Salem, 17 Meilen (27 km) östlich von Lawrence und 28 Meilen (45 km) nordöstlich von Boston. Sie grenzt im Norden an Newbury, im Nordwesten an Georgetown, im Westen an Boxford und im Süden an Ipswich.
Die Interstate 95 führt durch das westliche Ende der Stadt, wobei die nächsten Ausfahrten in Georgetown und Boxford liegen. Die U.S. Route 1, die in der Gegend als Newburyport Turnpike bekannt ist, führt in der Nähe des geografischen Zentrums der Stadt vorbei, und die Massachusetts Route 1A führt durch den östlichen Teil der Stadt, durch das Stadtzentrum.

## Geschichte
Im Frühjahr 1639 wurde Rowley ursprünglich als Plantage von Reverend Ezekiel Rogers besiedelt, der mit etwa zwanzig Familien auf dem Schiff John of London aus England gekommen war. Die John of London brachte auch die erste Druckerpresse der Kolonien mit, die später an die Harvard University gebracht wurde.
Im folgenden Frühjahr, am 4. September 1639, wurde die Stadt gegründet und umfasste Teile der heutigen Städte Byfield, Groveland, Georgetown und Haverhill. Die Stadt wurde nach Rowley, East Riding of Yorkshire, benannt, wo Rogers zwanzig Jahre lang als Pastor gedient hatte, bevor er wegen seiner nonkonformistischen puritanischen Überzeugungen suspendiert wurde. Rogers wurde am 3. Dezember als Pfarrer von Rowley installiert.
1643 und 1645 wurden eine Walkmühle bzw. eine Schrotmühle gebaut. Die Stadt wurde für ihre Hanf- und Flachsgewebe sowie für Baumwolle bekannt. Für die Walkmühle wurden 1642 eine Steinbogenbrücke und ein Damm über den Mill River gebaut, die erste in den Kolonien. Die Brücke war die erste Steinbogenbrücke in Nordamerika, die komplett aus handgemeißeltem Granit gebaut wurde und keinen Mörtel enthielt. Sie wurde in der Mitte des 19. Jahrhunderts wiederaufgebaut. Im Jahr 1669 wurde in der Stadt ein Sägewerk errichtet, das noch heute in Betrieb ist. Eine Waggonfabrik wurde 1868 von Moses E. Daniels gebaut. Später, zu Beginn des 20. Jahrhunderts, hatte die Stadt eine boomende Schuhindustrie, sowie erfolgreiche Bootsbauunternehmen.

## Demografie
Laut einer Schätzung von 2019 leben in Rowley 6473 Menschen. Die Bevölkerung teilt sich im selben Jahr auf in 95,9 % Weiße, 1,2 % Afroamerikaner, 1,1 % Asiaten und 1,6 % mit zwei oder mehr Ethnizitäten. Hispanics oder Latinos aller Ethnien machten 0,8 % der Bevölkerung aus. Das mittlere Haushaltseinkommen lag bei 115.909 US-Dollar und die Armutsquote bei 4,4 %.

## Persönlichkeiten
- Timothy Palmer (1751–1821), Zimmermann